# Myrcia myoporina
Myrcia myoporina är en myrtenväxtart som beskrevs av Dc.. Myrcia myoporina ingår i släktet Myrcia och familjen myrtenväxter. Inga underarter finns listade i Catalogue of Life.